# Sematophyllum oedophysidium
Sematophyllum oedophysidium är en bladmossart som beskrevs av William Russell Buck 1983. Sematophyllum oedophysidium ingår i släktet Sematophyllum och familjen Sematophyllaceae. Inga underarter finns listade i Catalogue of Life.